# Батист, Фредрика Элеонора
Фредрика Элеонора Батист (швед. Fredrique Eleonore Baptiste; ? — 27 июля 1827) — шведская актриса и драматург. В начале XIX в. она была одной из звёзд театра Финляндии.

## Биография
Год и место рождения Фредрики Батист, а также её родители, неизвестны. Возможно, она была родственницей Мари Маркаде (в девичестве Батист).
Дебют Фредрики на театральной сцене состоялся в Норрчёпинге 1 декабря 1797 г. в роли Каролины в Den försonade fadern Карла Линдегрена, когда она работала в труппе передвижного театра Антона Оливье Хофлунда. Дальнейшая её актёрская карьера была связана с Финляндией, в которой театральные представления ставили передвижные труппы из Швеции. В 1809 г. она выступила в Обу, в последующие годы она выступала с труппами Маргареты Сойерлинг, Карла Густава Бонувье и Андерса Петера Берггрена. Упоминается её выступление 28 октября 1822 г., и, возможно, Фредрика выступала на сцене до самой своей смерти, будучи яркой звездой финского театра того времени.
Кроме выступлений в театре Фредрика была и драматургом — как перерабатывала старые пьесы, так и сочиняла свои. Некоторые её пьесы пользовались популярностью в передвижных театрах Швеции и Финляндии. Её пьесу Den unga enkan («Молодая вдова») 28 раз ставили в театре Стенборга в Стокгольме. Самой успешной её пьесой была Hugo von Hochberg eller Den ädla uppoffringen, премьера которой состоялась в Обу в 1818 г. Эта пьеса оказалась настолько популярной, что её до середины XIX века ставили передвижные театры Карла Бонувье, Андерса Берггрена, Юсефа Ламберта, Эрасмуса Шёвалля и Эрика Юрстрёма. Из всех её многочисленных пьес история сохранила только семь.
Наряду с пьесами Фредрика писала и стихи — они были опубликованы в газете Линчёпинга в 1811 г.
Фредика умерла от водянки в 1827 г. в Ваасе.

## Личная жизнь
Фредрику характеризовали как умную, красивую и талантливую женщину с хорошим образованием. Она возила с собой частную книжную коллекцию, используя её как передвижную библиотеку. Она пользовалась большой популярностью у высших сословий, так что её часто приглашали в гости, что было необычно в эпоху, когда актёры, особенно женщины, имели невысокий социальный статус.
Фредрика была замужем дважды: за актёром Смедбергом, а после развода с ним — за актёром Юханом Густавом Лемке, в 1824—1825 годах управлявшим театром в Обу.

## Пьесы
- «Den unga enkan»
- «Adelheid von Wulfingen, en händelse ur det trettonde århundradets tyranni»,
- «Louise eller Den af ödet på en gång gynnade och vanlottade flickan»
- «Den oskyldiga förmätenheten»
- «Högmodet eller Den falska stoltheten»
- «Franz von Hill eller Bröderne af det hemliga förbundet»
- «Hugo von Hochberg eller Den ädla uppoffringen»